# Bobotvaré

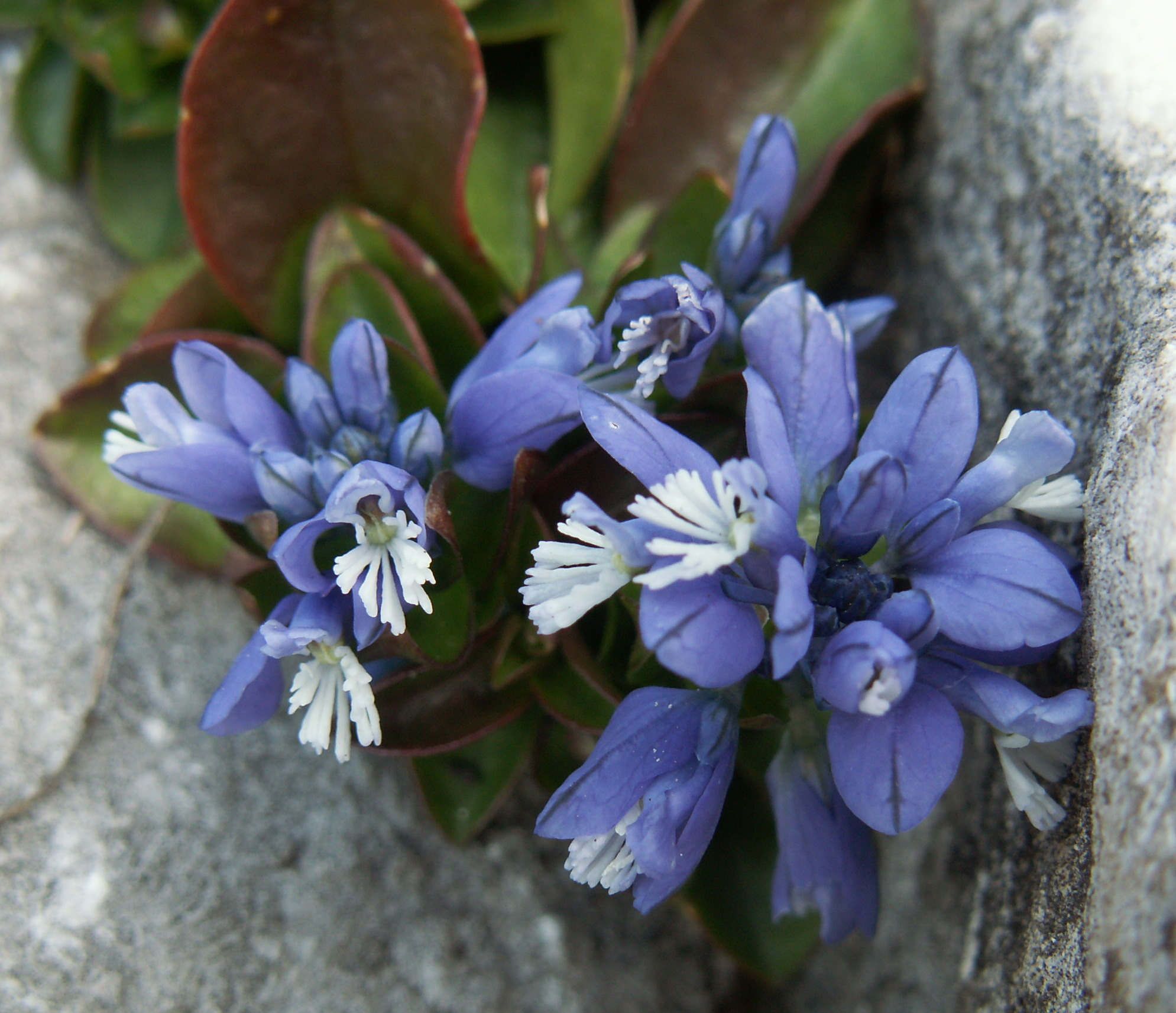
Vítod Polygala calcarea

Bobotvaré (Fabales) je řád vyšších dvouděložných rostlin.

## Charakteristika
Zástupci řádu bobotvaré jsou byliny i dřeviny. Převažují střídavé listy. Gyneceum je svrchní. Květy jsou často souměrné, s nepomnoženými tyčinkami. Shodnými znaky čeledí tohoto řádu jsou jednoduché perforace cév, velké zelené embryo v semeni a obsah kyseliny ellagové.
Celkem řád zahrnuje přes 20000 druhů v asi 760 rodech. Převážná většina druhů i rodů náleží do čeledi bobovité (Fabaceae). Rozšíření je kosmopolitní.

## Taxonomie
V Cronquistově i Dahlgrenově systému řád bobotvaré figuruje, obsahuje ale jen 3 čeledi,
dnes řazené všechny do čeledi bobovité (Fabaceae). Čeleď Surianaceae je zde řazena v řádu růžotvaré (Rosales),
čeleď vítodovité (Polygalaceae) v řádu vítodotvaré (Polygalales). Podobná je situace i v Tachtadžjanově
systému, kde je ovšem čeleď Surianaceae řazena do řádu routotvaré (Rutales). Rod Quillaja je v těchto systémech součástí čeledi růžovité (Rosaceae).
Bobotvaré se řadí v rámci vyšších dvouděložných rostlin do kladu Rosids (rosidy) a v rámci něj do kladu Fabids (fabidy, eurosidy I).
V současném pojetí obsahuje řád bobotvaré 4 čeledi. Jeho monofyletičnost má silnou podporu v analýze rbcL sekvencí chloroplastové DNA.

### Seznam čeledí
- bobovité (Fabaceae)
- mydlokorovité (Quillajaceae)
- vítodovité (Polygalaceae)
- surianovité (Surianaceae)[1]

### Fylogenetický strom
Vzájemné příbuzenské vztahy zobrazuje následující fylogenetický strom:

|  | Fabaceae                                                     |
|  |                                                              |
|  | \| \| Polygalaceae \| \| \| \| \| \| Surianaceae \| \| \| \| |
|  |                                                              |
|  | Polygalaceae                                                 |
|  |                                                              |
|  | Surianaceae                                                  |
|  |                                                              |

|  | Polygalaceae |
|  |              |
|  | Surianaceae  |
|  |              |

|  | Fabaceae                                                     |
|  |                                                              |
|  | \| \| Polygalaceae \| \| \| \| \| \| Surianaceae \| \| \| \| |
|  |                                                              |
|  | Polygalaceae                                                 |
|  |                                                              |
|  | Surianaceae                                                  |
|  |                                                              |

|  | Polygalaceae |
|  |              |
|  | Surianaceae  |
|  |              |